# Миљан Говедарица
Миљан Говедарица (Источно Сарајево, 26. мај 1994) професионални је фудбалер, који тренутно наступа за Славију из Источног Сарајева. Висок је 186 центиметара и наступа на позицији везног играча.
Бивши је млади репрезентативац Босне и Херцеговине.